# Parafia Świętych Apostołów Szymona i Judy Tadeusza w Łętowni
Parafia Świętych Apostołów Szymona i Judy Tadeusza w Łętowni – rzymskokatolicka parafia znajdująca się w archidiecezji krakowskiej, w dekanacie Jordanów, w Polsce.